# Lò cảm ứng
Lò cảm ứng, hay còn gọi lò nấu cảm ứng điện từ, lò nung cảm ứng điện từ,... là một loại lò điện sử dụng nguyên lý cảm ứng điện từ. Khi cấp nguồn điện cho các vòng dây quấn quanh tường lò sẽ làm xuất hiện từ thông biến thiên bên trong nồi lò. Kim loại trong lò nằm trong vùng từ thông biến thiên sẽ phát sinh dòng điện chạy bên trong, chính dòng điện này sẽ nung nóng và làm chảy kim loại. Lò cảm ứng có công suất từ dưới 1 kg đến 100 tấn, dùng để nấu gang, thép, đồng, nhôm và các kim loại quý.
So với hầu hết các công nghệ nấu chảy kim loại khác, ưu thế của lò nấu cảm ứng là sạch, hiệu quả năng lượng và dễ điều khiển quá trình nấu.